# Pamięć o zbrodniach OUN i UPA
Pamięć o zbrodniach OUN i UPA – zbiorowa pamięć o zbrodniach popełnionych przez Organizację Ukraińskich Nacjonalistów i Ukraińską Powstańczą Armię na ludności cywilnej podczas rzezi wołyńskiej, czystki etnicznej w Małopolsce Wschodniej i partyzanckich walk z UPA w latach 1944–1945.

## Geneza
W latach 1943–1945 Organizacja Ukraińskich Nacjonalistów (frakcja Stepana Bandery, OUN-B) oraz Ukraińska Powstańcza Armia (UPA) przy wsparciu ukraińskiej ludności cywilnej dokonały na mieszanych etnicznie południowo-wschodnich ziemiach II Rzeczypospolitej (dawne województwa wołyńskie, tarnopolskie, stanisławowskie oraz część województw lwowskiego, lubelskiego i poleskiego) masowej zbrodni (ludobójstwa, ludobójczej czystki etnicznej) na cywilnej ludności polskiej. W wyniku ataków przeprowadzanych głównie na terenach wiejskich zginęło według konserwatywnych szacunków około 100 tys. Polaków (według wyższych szacunków Ewy Siemaszko zabito 134 tys. Polaków). W wyniku polskiego odwetu zginęło 10-15 tys. Ukraińców.
Na Wołyniu znajduje się około 1500 miejsc (miejscowości), w których dokonywano zbrodni na Polakach, w dawnych województwach tarnopolskim, lwowskim i stanisławowskim – około 2000.
Pochówki ofiar były zazwyczaj dokonywane w pośpiechu przez osoby ocalałe z rzezi tuż przed opuszczeniem miejscowości w obawie przed powrotem oprawców. Jeśli sytuacja uniemożliwiała pochówki indywidualne na cmentarzu, chowano w zbiorowych mogiłach, przy kościołach, kapliczkach, krzyżach i figurach przydrożnych, względnie w innych miejscach. Część ciał zabitych spoczywa w miejscach, gdzie pozostawili je zabójcy (doły, rowy, piwnice, spalone zabudowania, dawne studnie itp). Niektórych pochówków dokonywali miejscowi Ukraińcy. Wykonane groby były często bezczeszczone i niszczone, ślady po bytności Polaków zacierano.
W obawie przed eksterminacją, w wyniku stosowanych przez OUN-UPA wypędzeń pod groźbą śmierci (w Małopolsce Wschodniej) i według Ryszarda Torzeckiego, by uchronić się przed powrotem okupacji sowieckiej i terroru NKWD, z terenów Wołynia i Małopolski Wschodniej  zbiegło do centralnej Polski (względnie, aby opuścić zagrożony teren, zgłosiło się na roboty do Rzeszy) ponad 400 tys. uchodźców. W latach 1944–1946 władze sowieckie wysiedliły z USRR w powojenne granice Polski około 850 tys. osób, głównie Polaków. W wyniku ucieczek, przesiedleń i powojennej zmiany granic, rodziny ofiar oraz państwo polskie na kilkadziesiąt lat straciły możliwość pielęgnowania i upamiętniania pozostawionych na Kresach grobów polskich ofiar OUN i UPA.

## Pamięć do lat 80.

### ZSRR
Pamięć o zbrodniach OUN i UPA na Polakach (a także o polskich działaniach odwetowych) była w sowieckim dyskursie o wojnie nieobecna. Narzucana przez państwo zbiorowa pamięć koncentrowała się na zmaganiach ZSRR z hitlerowskimi Niemcami („wielkiej wojnie ojczyźnianej”). Nie było w niej miejsca dla działań narodowych partyzantek, historii przesiedleń, deportacji itp. Ukrywano fakty antagonizmów narodowościowych, gdyż przeczyły obrazowi „bratnich socjalistycznych narodów” wspólnie walczących z nazistowskim najeźdźcą. Pamięć o martyrologii ludności cywilnej zaniedbywano, ponieważ w sowieckiej hierarchii ofiar działacze partyjni i państwowi oraz kombatanci stali wyżej niż ludność cywilna.
Pomniki poległych w walce z OUN i UPA, a także osób cywilnych zabitych przez te formacje, rozpoczęto stawiać na zachodzie USRR na początku lat 50., jednak  w 1957 roku w samym obwodzie lwowskim było tylko 6 pomników kombatantów poległych w walce z UPA. Po interwencji partyjnych władz obwodu powstały setki takich pomników. Według obliczeń Grzegorza Rossolińskiego-Liebe pod koniec lat 60. stanowiły one w zależności od rejonu od 10% do 80% wszystkich pomników w obwodzie, przy czym najczęściej nie było ich więcej niż 20%. Upamiętniały one poległych funkcjonariuszy, zabitych urzędników, członków partii i Komsomołu, kołchoźników lub zwykłych mieszkańców miejscowości. Jako sprawców najczęściej wskazywały „ukraińskich burżuazyjnych nacjonalistów”. Celem tych upamiętnień było zdezawuowanie członków OUN i UPA jako „wrogów ludu” i niemieckich kolaborantów.
Według Andrzeja Przewoźnika władze sowieckie dokonały łącznie kilkudziesięciu upamiętnień miejsc pochówku polskich ofiar OUN i UPA, przy czym narodowość ofiar na inskrypcjach była zatajana. Stosowano określenia „spokojni mieszkańcy wsi” lub „obywatele sowieccy”. Zdaniem Eleonory Narvselius pamięć o „konflikcie z polskimi sąsiadami” trwała lokalnie tylko wśród mieszkańców zachodnich obwodów USRR.

### PRL
W PRL z przyczyn politycznych polska obecność na Kresach stała się tematem tabu. Prawdziwe zbrodnie UPA dokonane na Kresach Wschodnich traktowano zdawkowo, nie pozwalając na ich rzetelne badanie i sporządzenie rejestru ofiar. W powstających artykułach, pracach naukowych i beletrystyce wyolbrzymiano wkład partyzantki sowieckiej w obronę Polaków, przemilczając istnienie i rolę Armii Krajowej. Przemilczane zbrodnie UPA na ziemiach przejętych przez ZSRR rekompensowano, szczególnie w pozycjach beletrystycznych, opisami niekiedy fikcyjnych zbrodni UPA na terenie powojennej Polski oraz ubarwionymi opisami walki z UPA po wojnie. Zdaniem G. Motyki władze stworzyły „mit Bieszczadów”, który miał zastąpić „mit Kresów” i ukoić tęsknotę kresowiaków za utraconymi ziemiami. Jego celem było także przedstawienie funkcjonariuszy Polski Ludowej walczących z UPA jako polskich patriotów. Według tego historyka w okresie PRL w różnym stopniu takiemu skrzywieniu ideologicznemu, niezależnie od intencji autorów, podlegały wszystkie publikacje dotyczące UPA (w tym nieliczne o rzezi wołyńskiej) – w sumie 58 prac naukowych i popularnonaukowych, 50 wspomnień, 10 tomików serii „Żółtego Tygrysa” i ponad 60 powieści.
Według Motyki wiodącą rolę w propagandzie PRL odegrała powieść Jana Gerharda „Łuny w Bieszczadach” wydana w 1959 roku i wznawiana 11 razy. Na jej kanwie nakręcono film „Ogniomistrz Kaleń” z Wiesławem Gołasem w roli głównej. W 1969 roku ukazały się wspomnienia komendanta samoobrony Przebraża Henryka Cybulskiego „Czerwone noce”; pamiętniki wydawali dowódcy polskiej partyzantki komunistycznej z Wołynia (Michał Kunicki, Józef Sobiesiak). W latach 70., po wycofaniu z księgarń monografii Antoniego Szcześniaka i Wiesława Szoty „Droga do nikąd”, nowe publikacje o walkach z UPA wstrzymano.
Ponowne rozluźnienie rygorów cenzuralnych nastąpiło w połowie lat 80. Pracę o 27. Wołyńskiej Dywizji AK opublikował Michał Fijałka. Równolegle publikowanie książek o OUN i UPA, łączących optykę nacjonalistyczną ze schematami komunistycznej propagandy, rozpoczął Edward Prus. Władze pozwoliły na inicjatywy zmierzające do policzenia ofiar zbrodni UPA na Kresach.
Zbieranie wspomnień byłych mieszkańców wsi Ostrówki i Wola Ostrowiecka rozpoczął prywatnie już pod koniec lat 70. Leon Popek, syn ocalałej z rzezi Ostrówek Heleny Popek. W 1984 po opublikowaniu w czasopiśmie „Nurt” artykułu Jerzego Tomaszewskiego, w którym autor oskarżył Armię Krajową na Wołyniu o mordowanie ukraińskich cywilów, środowisko kombatanckie żołnierzy 27. Wołyńskiej Dywizji AK przystąpiło do zbierania relacji polskich świadków na temat wydarzeń z okresu 1943–1944. Efektem zainicjowanych wtedy prac dokumentacyjnych była wydana w 1990 roku publikacja Józefa Turowskiego i Władysława Siemaszki pt. „Zbrodnie nacjonalistów ukraińskich na ludności polskiej Wołynia 1939–1945”.
Pierwszy pomnik rzezi wołyńskiej w Polsce został odsłonięty 26 sierpnia 1984 roku na cmentarzu parafialnym w Rudzie-Hucie. Stanął on dzięki staraniom Leona Popka i Tomasza Trusiuka, którzy rok wcześniej doprowadzili do pierwszego spotkania byłych mieszkańców Ostrówek i Woli Ostrowieckiej w 40. rocznicę eksterminacji wsi. Na poświęcenie pomnika przybyło kilka tysięcy byłych mieszkańców Wołynia z całej Polski.

### Pamięć polskiej i ukraińskiej emigracji
Wraz z zakończeniem II wojny światowej w krajach zachodnich (głównie w Kanadzie, USA, Wielkiej Brytanii, Australii i Nowej Zelandii) osiedliło się ponad 100 tysięcy Ukraińców, których większość stanowili emigranci z Galicji. Powojenni emigranci, wśród których było wielu nacjonalistów i nazistowskich kolaborantów, zdominowali życie ukraińskiej diaspory. Wywodzący się z nich naukowcy i publicyści opracowali i spopularyzowali własne interpretacje historii: OUN i UPA poddali gloryfikacji, a zbrodnie ukraińskich nacjonalistów przemilczali. Nagłaśniali natomiast martyrologię Ukraińców w ZSRR (Hołodomor, stalinowskie czystki i represje). Odrzucano oskarżenia, które naruszały wypracowany w ten sposób wyidealizowany obraz wydarzeń; według Pera Rudlinga negacjonizm stał się integralną częścią działalności ukraińskiej emigracji.
Zdaniem Krzysztofa Łady wyjątkiem wśród ukraińskiej emigracji był Iwan Łysiak-Rudnycki, który bazując na dostępnych wyrywkowych źródłach, intuicyjnie postawił na początku lat 80. hipotezę, że OUN przeprowadziła czystkę etniczną przeciw Polakom. Jego stanowisko zostało jednak zignorowane przez innych historyków diaspory. Całkowicie odmienny charakter miały prace Wiktora Poliszczuka, który po wyjeździe z Polski do Kanady w 1981 prowadził własnym sumptem badania oraz działalność publicystyczną nt. ideologii ukraińskiego nacjonalizmu integralnego.
Według Krzysztofa Łady powojenni polscy historycy emigracyjni nie poruszali tematu zbrodni OUN i UPA. Jego zdaniem był to wynik „nieopisanie barbarzyńskich i okrutnych” metod, jakie stosowały te organizacje, co niosło wysoki ładunek emocjonalny i blokowało jakiekolwiek racjonalne podejście do tematu. Innym motywem mogła być chęć niezadrażniania stosunków z ukraińską emigracją. Bogumiła Berdychowska uważa, że Jerzy Giedroyc na łamach paryskiej „Kultury” dbał by materiały „rozliczeniowe’ przygotowywali ukraińscy autorzy (...) pewne tematy (antypolska akcja UPA na Wołyniu) otaczała prawdziwa zmowa milczenia, tak że szersza dyskusja nad nimi mogła rozpocząć się dopiero po odzyskaniu przez Polskę i Ukrainę niepodległości. Ze strony ukraińskiej milczenie przerwali w 1989 roku Roman Szporluk i Frank Sysyn (Zeszyty Historyczne nr 88), jednak były to jednostkowe wypowiedzi.
W opinii Johna-Paula Himki temat zbrodni na Polakach jest współcześnie (2011) wciąż przemilczany w kręgu liderów ukraińskiej diaspory.

## Pamięć po 1989 roku
Upadek komunizmu i rozpad ZSRR uwolniły tłumione dotychczas inicjatywy komemoracyjne. Powstające organizacje kresowe i rodziny polskich ofiar zintensyfikowały zbieranie relacji świadków oraz rozpoczęły starania, we współpracy z lokalnymi władzami i Radą Ochrony Pamięci Walk i Męczeństwa, o stawianie znaków pamięci w Polsce i na Ukrainie. Zdaniem Ewy Siemaszko trud „ujawniania prawdy o gehennie kresowych Polaków” wzięli na siebie przede wszystkim sami poszkodowani. Według niej najważniejsze prace rekonstruujące zbrodnie OUN i UPA na Polakach wyszły spod pióra jej i Władysława Siemaszki, autorów skupionych wokół Stowarzyszenia Upamiętnienia Ofiar Zbrodni Ukraińskich Nacjonalistów (Henryk Komański, Szczepan Siekierka, Krzysztof Bulzacki, Eugeniusz Różański), Zdzisława Koniecznego, zaś rolę ideologii nacjonalizmu ukraińskiego wyświetlili Wiktor Poliszczuk, Krzysztof Łada i Czesław Partacz. Historię ludobójstwa w poszczególnych miejscowościach i regionach odtworzyli m.in. Leon Popek (Ostrówki i Wola Ostrowiecka), Włodzimierz Sławosz Dębski (Kisielin), Feliks Jasiński (parafia Kąty), Czesław Piotrowski (powiaty kostopolski, sarneński i łucki), Władysław Bąkowski (Huta Pieniacka), Jan Białowąs (Ihrowica), Zbigniew Jan Iłowski (Podkamień) i Józef Wyspiański (powiat przemyślański).
Likwidacja cenzury pozwoliła polskim historykom na rozpoczęcie badań naukowych nad historią tzw. konfliktu polsko-ukraińskiego. Jako najważniejsze dla opisania tego fragmentu dziejów Grzegorz Motyka wymienia prace Ryszarda Torzeckiego, Andrzeja Leona Sowy, Wincentego Romanowskiego, Władysława Filara, Jerzego Węgierskiego, Władysława i Ewy Siemaszków oraz swoją. Historycy ukraińscy, poza Ihorem Iljuszynem, nie wydali podobnych prac. Publikowano zbiory dokumentów, najważniejsze w ocenie E.Siemaszko opracowali: Jan Brzeski, Adam Roliński, Lucyna Kulińska, Mieczysław Adamczyk, Janusz Gmitruk, Adam Koseski, Jerzy Dębski, Leon Popek i Leon Karłowicz. W opinii Motyki dzięki wysiłkowi wszystkich badaczy w tym obszarze wiedzy historycznej dokonał się radykalny postęp.
Historia Do Rzeczy, comiesięczny dodatek historyczny do tygodnika Do Rzeczy do pięciu najważniejszych książek o ludobójstwie na Wołyniu zaliczył:
- „Ludobójstwo dokonane przez nacjonalistów ukraińskich na ludności polskiej Wołynia 1939–1945” (Władysław i Ewa Siemaszko);
- „Od rzezi wołyńskiej do akcji Wisła” (Grzegorz Motyka);
- „Nienawiść” (Stanisław Srokowski);
- „Ostrówki. Wołyńskie ludobójstwo” (Leon Popek)
- „Dzieci Kresów” (Lucyna Kulińska)

### Instytucje pamięci
- Rada Ochrony Pamięci Walk i Męczeństwa. Do likwidacji w 2016 roku w zakresie upamiętnień na Ukrainie działała w oparciu o umowę „O ochronie miejsc pamięci i spoczynku ofiar wojny i represji politycznych” podpisaną ze stroną ukraińską 21 marca 1994 roku oraz na konwencjach genewskich o ochronie ofiar wojny z 12 sierpnia 1949 roku i protokołach dodatkowych do nich. Zgodnie z tymi aktami za dokumentowanie, urządzenie i utrzymywanie w odpowiednim stanie grobów obywateli polskich-ofiar wojny znajdujących się na terytorium Ukrainy (w tym grobów ofiar OUN i UPA) odpowiada państwo ukraińskie[6].

- Państwowa Międzyresortowa Komisja do spraw Upamiętnienia Ofiar Wojny i Represji Politycznych przy Gabinecie Ministrów Ukrainy. Partner ROPWiM po stronie ukraińskiej i podmiot odpowiedzialny za dokumentowanie, urządzenie i utrzymywanie w odpowiednim stanie grobów obywateli polskich-ofiar wojny na terytorium Ukrainy[6].

- Instytut Pamięci Narodowej. Od lat 1991-1993 prowadzi śledztwa w sprawie zamordowania w latach 1939–1945 przez nacjonalistów ukraińskich kilkudziesięciu tysięcy mężczyzn, kobiet i dzieci narodowości polskiej w południowo-wschodnich województwach II RP. Ewa Siemaszko szacuje, że do 2008 roku prokuratorzy IPN mogli przesłuchać co najmniej 9000 świadków. Oprócz śledztw IPN prowadzi także działalność wydawniczą i edukacyjną ws. zbrodni wołyńskiej[38]. W 2016 roku wraz z Ministerstwem Kultury i Dziedzictwa Narodowego Instytut przejął kompetencje zlikwidowanej ROPWiM, w tym w zakresie poszukiwań i ekshumacji szczątków ofiar[39].

### „Strażnicy pamięci”
- Środowisko Żołnierzy 27. Wołyńskiej Dywizji Piechoty AK oraz Okręg Wołyń Światowego Związku Żołnierzy AK. Już od lat 60. kombatanci 27. WDPAK odbywali coroczne nieoficjalne spotkania w Warszawie, podczas których modlono się za poległych i pomordowanych oraz dzielono się wspomnieniami. W 1984 roku rozpoczęło zbieranie relacji świadków zbrodni na Wołyniu, co zaowocowało wydaniem w 1990 roku pierwszej, pionierskiej publikacji na ten temat. Środowisko zajmuje się także stawianiem znaków pamięci (pomniki, tablice, mogiły – kilkadziesiąt do 2008 roku). W 1996 roku Okręg Wołyń zainicjował cykl seminariów historyków polskich i ukraińskich „Polska – Ukraina: trudne pytania“. Zdaniem E.Siemaszko i L.Popka środowisko to w największym stopniu przysłużyło się pamięci o Wołyniu; wśród najbardziej zasłużonych na pierwszym miejscu wymieniają Józefa Turowskiego, oprócz niego także Michała Fijałkę, Wincentego Romanowskiego, Władysława Filara, Leona Karłowicza, Czesława Piotrowskiego i Edmunda Henryka Bakuniaka[40].

- Stowarzyszenie Upamiętnienia Ofiar Zbrodni Ukraińskich Nacjonalistów we Wrocławiu. Od 1992 roku wydaje czasopismo „Na Rubieży”, zbiera, opracowuje i publikuje relacje świadków zbrodni. Wydało m.in. trzy monografie poświęcone zbrodniom ukraińskich nacjonalistów w dawnych województwach tarnopolskim, lwowskim i stanisławowskim. Według opinii Andrzeja Przewoźnika i Ewy Siemaszko posiada największe zbiory dokumentów i świadectw o zbrodniach OUN-UPA oraz przysłużyło się upowszechnieniu społecznej świadomości martyrologii Podola i ziemi lwowskiej[6][41]. Pierwszym prezesem stowarzyszenia był Szczepan Siekierka.

- Towarzystwo Miłośników Wołynia i Polesia. Wydaje kwartalnik „Wołyń i Polesie, zbiera dokumenty i relacje świadków, organizuje sympozja i wystawy zdjęć i dokumentów, m.in. wystawy „Wołyń ocalić od zapomnienia” oraz „Wołyń naszych przodków. Śladami życia – czas zagłady”. Zorganizowało porządkowanie cmentarzy ofiar UPA, m.in. w Przebrażu, Okopach, Borowem, Aleksandrówce, Bereźnicy. W Okopach ufundowało tablicę pamięci o. Ludwika Wrodarczyka. W kraju stawia znaki pamięci, wśród nich tablicę pamiątkową na Krakowskim Przedmieściu w Warszawie[42]. Prezes stowarzyszenia Zygmunt Mogiła-Lisowski został uhonorowany Medalem „Pro Patria” nadanym przez Kierownika Urzędu do Spraw Kombatantów i Osób Represjonowanych za szczególne zasługi w kultywowaniu pamięci o walce o niepodległość Ojczyzny[43].

- Stowarzyszenie Upamiętniania Polaków Pomordowanych na Wołyniu w Zamościu. Od 1992 roku gromadzi relacje świadków, popularyzuje wiedzę o losach Polaków na Wołyniu. w latach 1992-2003 przy wsparciu ROPWiM ustawiło w miejscach największych zbrodni UPA na Wołyniu 31 dziesięciometrowych krzyży (upamiętniają miejsca mordu w sumie ponad 10 tys. osób). W zamojskiej Rotundzie otwarło kryptę-muzeum ku czci zabitych Polaków. W 2013 roku uhonorowane nagrodą Kustosz Pamięci Narodowej[44][45].

- Towarzystwo Przyjaciół Krzemieńca i Ziemi Wołyńsko-Podolskiej w Lublinie, które od 1989 roku zebrało około 2,5 tys. relacji świadków i pamiętników oraz około 5000  fotografii, wydanych w 25 publikacjach. Prezesem towarzystwa jest Leon Popek, doktor nauk historycznych, pracownik IPN, autor 21 książek poświęconych historii Wołynia, nagrodzony m.in. I nagrodą „Przeglądu Wschodniego” w 1998 roku oraz nagrodą „Książka Historyczna Roku” (2011), opiekun miejsc pamięci w Ostrówkach i Woli Ostrowieckiej. Inni autorzy tego środowiska to m.in. Tomasz Trusiuk, Paweł Wira, Jerzy Dębski[46][47][48].

- Stowarzyszenie Kresowe „Podkamień”. Doprowadziło we współpracy z ROPWiM do wzniesienia pomnika w Podkamieniu. Prezes stowarzyszenia Henryk Bajewicz został w 2011 roku odznaczony Złotym Medalem Opiekuna Miejsc Pamięci Narodowej[49][50].

- Stowarzyszenie „Pamięć i Nadzieja”. Doprowadziło m.in. do wzniesienia w Chełmie Pomnika Wołyńskiego[51]. Prezes stowarzyszenia Stanisław Senkowski został w 2014 roku odznaczony Złotym Medalem Opiekuna Miejsc Pamięci Narodowej[52].

- Stowarzyszenie Huta Pieniacka. Członkowie stowarzyszenia doprowadzili we współpracy z ROPWiM do wzniesienia pomnika w Hucie Pieniackiej. Stowarzyszenie wspólnie z Międzynarodowym Rajdem Katyńskim organizuje coroczny Zlot Motocyklowy Huta Pieniacka. Prezesem stowarzyszenia jest Małgorzata Gośniowska-Kola, córka Wandy Gośniowskiej ocalonej z pacyfikacji Huty Pieniackiej[53][54]. W 2018 roku uhonorowane nagrodą Kustosz Pamięci Narodowej[55].

- Władysław Siemaszko i Ewa Siemaszko. Po śmierci Józefa Turowskiego i wydaniu książki „Zbrodnie nacjonalistów ukraińskich na ludności polskiej Wołynia 1939–1945” Władysława Siemaszkę wsparła w pracy dokumentacyjnej jego córka Ewa Siemaszko. Zainteresowanie czytelników zachęciło autorów do dalszych badań nad tematem i pozwoliło stworzyć „rozległą sieć informatorów” zbierających relacje świadków[19]. W wyniku 10-letniego trudu powstało znacznie obszerniejsze i bardziej szczegółowe od pierwowzoru dwutomowe dzieło wydane w 2000 roku: „Ludobójstwo dokonane przez nacjonalistów ukraińskich na ludności polskiej Wołynia 1939–1945”[56]. Praca ta jest uznawana w Polsce za najważniejszą pozycję dokumentującą rzeź wołyńską[57]. W 2011 roku Władysława i Ewę Siemaszko uhonorowano nagrodą Kustosz Pamięci Narodowej[58].

- Jan Białowąs. Świadek zbrodni w Ihrowicy, emerytowany pilot wojskowy, autor książek o ludobójstwie na Podolu. We współpracy z ROPWiM doprowadził do wzniesienia pomników na zbiorowych mogiłach w Ihrowicy, Berezowicy Małej, Płotyczy i Szlachcińcach (Łozowej). Odznaczony Złotym Medalem Opiekuna Miejsc Pamięci Narodowej[59][60].

- Czesław Blicharski. Strażnik pamięci o Tarnopolu i ziemi tarnopolskiej, twórca „Archiwum Tarnopolskiego”. Autor m.in. wydanej w 1998 roku książki pt. „Petruniu ne ubywaj mene”. Czystka etniczna w wykonaniu nacjonalistów ukraińskich na terenie województwa tarnopolskiego. W 2014 roku uhonorowany nagrodą Kustosz Pamięci Narodowej, zmarł w 2015 roku[61].

- Janusz Horoszkiewicz. Potomek byłych mieszkańców Omelanki k. Huty Stepańskiej, wraz ze społecznikami z Wołyńskiej Wspólnoty Parafii Huta Stepańska, Wyrka, Kazimierka, Stepań, Chołoniewicze i Janowa Dolina upamiętnił metalowymi krzyżami ponad 40 miejsc pamięci wokół dawnej Huty Stepańskiej. Organizator pielgrzymek do miejsc męczeństwa Polaków na Wołyniu. Odznaczony Złotym Medalem Opiekuna Miejsc Pamięci Narodowej[62] oraz nagrodą Kustosz Pamięci Narodowej[63].

- Tadeusz Isakowicz-Zaleski. Ksiądz katolicki, historyk Kościoła, publicysta i autor książek, m.in. wydanej w 2008 roku książki „Przemilczane ludobójstwo na Kresach”. Przez stronę internetową IPN określany jako „rzecznik upamiętnienia ofiar i potępienia sprawców ludobójstwa dokonanego na Kresach Wschodnich przez nacjonalistów ukraińskich”. W 2006 roku uhonorowany nagrodą Kustosz Pamięci Narodowej[64].

- Anatol Sulik. Historyk amator z Kowla, publicysta, działacz społeczny i opiekun polskich miejsc pamięci na Wołyniu. W pełni zinwentaryzował 12 polskich cmentarzy na Wołyniu, zidentyfikował blisko 1200 grobów. Uhonorowany nagrodą Kustosz Pamięci Narodowej, zmarł w 2014 roku[65].

### Dokumentacja imienna ofiar
- Projekt dokumentacji nazwisk ofiar zbrodni po obu stronach został przedstawiony przez Ośrodek KARTA i zaakceptowany na IV seminarium „Polska – Ukraina: trudne pytania“ w 1998 roku. Partnerem projektu po stronie ukraińskiej został Wołyński Uniwersytet Państwowy im. Łesi Ukrainki w Łucku. Do podjęcia prac dokumentacyjnych na Ukrainie nie doszło z powodu braku środków finansowych. Po dwóch latach z tego samego powodu przerwano prace w Polsce. Do tego czasu zebrano dane o około 22 tys. ofiar polskich i 3 tys. ukraińskich. Projekt wznowiono na zlecenie IPN w 2005 roku dla czterech gmin powiatu włodzimierskiego. Po stwierdzeniu rozbieżności pomiędzy źródłami polskimi i ukraińskimi oraz powstaniu wątpliwości co do wiarygodności danych ukraińskich, projekt przerwano[66].

- Od 2007 roku IPN prowadzi dla terenów powojennej Polski długofalowy program „Straty osobowe konfliktu polsko-ukraińskiego w latach 1939–1947”[67].

- Ewa Siemaszko na podstawie własnych badań określiła liczbę ofiar OUN i UPA znanych z nazwiska na 43987[4].

### Polsko-ukraiński dialog i „konflikt pamięci”
W czerwcu 1994 roku w Podkowie Leśnej z inicjatywy Ośrodka KARTA odbyło się spotkanie polskich i ukraińskich badaczy „Polacy i Ukraińcy 1918-1948. Trudne pytania”. Obrady zakończyły się wydaniem wspólnego komunikatu, w którym strony przedstawiły swoje stanowiska. Komunikat stwierdzał, że „krwawy konflikt obu narodów w latach 1941-1944” wywołał podczas rozmów największe kontrowersje. Strona polska uznała fakty eksterminacji za zbrodnię ludobójstwa i obciążyła nią kierownictwo OUN-B. Strona ukraińska widziała przyczyny konfliktu przede wszystkim w narodowościowej polityce II RP a odpowiedzialnością za jego okrutny przebieg obciążyła „skrajnie nacjonalistyczne środowiska obu narodów”.
Obecni w Podkowie Leśnej członkowie Okręgu Wołyń Światowego Związku Żołnierzy AK (Andrzej Żupański, Władysław Filar, Edmund Bakuniak) postanowili kontynuować spotkania w ramach wypracowanej formuły, zapraszając do współpracy Związek Ukraińców w Polsce. Obie organizacje występowały jedynie w roli organizatorów spotkań, środowiska eksperckie reprezentowały Wojskowy Instytut Historyczny i Wołyński Uniwersytet Państwowy w Łucku. Po pierwszym seminarium (marzec 1996) do projektu dołączył Ośrodek KARTA. W ramach tego projektu – „Polska – Ukraina: trudne pytania” – w latach 1996-2001 naprzemiennie w Polsce i na Ukrainie odbyło się 10 seminariów historyków polskich i ukraińskich zakończonych wydaniem 9 tomów. Podsumowaniem cyklu było wydanie w 2003 roku tomu pt. „Polska – Ukraina: trudna odpowiedź”. Spotkania wznowiono w 2005 roku (XI seminarium, 10. tom), po nim odbyły się jeszcze dwa spotkania.
Według Bogumiły Berdychowskiej 60. rocznica rzezi wołyńskiej w 2003 r. wywołała na Ukrainie szeroką dyskusję z udziałem najważniejszych osób w państwie, której efektem były setki artykułów prasowych, kilka książek i broszur, programów telewizyjnych i filmów dokumentalnych, kilkanaście listów otwartych. Dyskusja odbywała się na dwóch płaszczyznach: pierwsza koncentrowała się na przyczynach i istocie „antypolskiej akcji” UPA, druga dotyczyła przyczyn i przebiegu samej rocznicy. Nieliczne grono komentatorów (Myrosław Popowycz, Wiktor Medwedczuk, Jarosław Hrycak, Kost' Bondarenko) widziało przyczyny rzezi przede wszystkim w ideologii lub polityce OUN-UPA, jednak większość uczestników dyskusji wymieniała przyczyny pozwalające przenieść przynajmniej część odpowiedzialności na Polaków (dyskryminacyjna polityka II RP na Kresach, polityka rządu londyńskiego wobec kwestii ukraińskiej, pojawiał się także wątek kolaboracji Polaków bądź z Niemcami, bądź z Sowietami, lub Niemcami i Sowietami jednocześnie oraz rzekomego rozpoczęcia konfliktu przez Polaków na ziemi chełmskiej). W ukraińskiej debacie o istocie wydarzeń na Wołyniu najczęściej padała odpowiedź, że był to zbrojny konflikt pomiędzy UPA a AK. Opinię tę podzielały nie tylko środowiska nacjonalistyczne ale także część liberalnych (np. redakcja czasopisma Ji). Do mniejszości należały głosy mówiące o czystce etnicznej (Wołodymyr Łytwyn, Ołeksandr Zajcew) czy zagładzie (Bohdan Ołeksiuk).
Dla większości ukraińskich komentatorów zaskoczeniem było samo podniesienie sprawy rocznicy zbrodni wołyńskiej przez stronę polską. Doszukiwano się w tym motywów innych niż potrzeba upamiętnienia, np. demonstracji siły wobec Ukrainy.
Podsumowując ukraińską dyskusję w 2003 r. Bogumiła Berdychowska uznała, że w pamięci Ukraińców „wołyńska tragedia” była synonimem krwawego konfliktu, jednego z wielu toczących się w przeszłości w Europie, za który odpowiadają obie strony, polska i ukraińska. Zauważyła wyodrębnienie się w ukraińskiej debacie publicznej grupy intelektualistów stojących w opozycji do punktu widzenia prezentowanego przez obóz nacjonalistyczny.
Zdaniem E. Narvselius lata 2005-2010 i polityka historyczna Wiktora Juszczenki (wiktymizacja oraz gloryfikacja OUN-UPA) przyniosły regres wiedzy historycznej w ukraińskiej sferze publicznej. W tym czasie ukraińska i polska konceptualizacja wydarzeń na Wołyniu oddaliły się od siebie. W Polsce upowszechniło się postrzeganie zbrodni wołyńskiej jako ludobójstwa (lub ludobójczej czystki etnicznej), czego efektem były uchwała Sejmu z 2009 roku i uchwały Sejmu i Senatu z 2013 roku. Na Ukrainie umocniły się interpretacje zdejmujące winę z OUN-UPA i obciążające nią Polaków. Uznanie i szeroką popularność zdobyła książka Wołodymyra Wjatrowycza „Druga wojna polsko-ukraińska 1942–1947” skrytykowana przez szereg historyków (Ihor Iljuszyn, Andrij Portnow, Grzegorz Motyka, Andrzej Zięba, Per Anders Rudling, Grzegorz Rossoliński-Liebe, Andrzej Leon Sowa i Grzegorz Hryciuk) za zniekształcanie prawdy historycznej. W opinii Narvselius grupa ukraińskich intelektualistów podzielających spojrzenie strony polskiej została zmarginalizowana w ukraińskiej debacie publicznej.
Efektem polaryzacji stanowisk był charakter obchodów 70. rocznicy rzezi wołyńskiej odmienny od uroczystości 10 lat wcześniej. Strona ukraińska nadała im znacznie niższą rangę (na uroczystościach w Łucku Ukrainę reprezentował wicepremier), intensywność publicznej debaty na Ukrainie była mniejsza a pojawiające się głosy pojednawcze zostały zdominowane, zdaniem E. Narvselius, przez takie inicjatywy instytucji pamięci na zachodniej Ukrainie jak wystawa zorganizowana przez Muzeum Walki Wyzwoleńczej Ukrainy we Lwowie czy okrągły stół Lwowskiej Rady Obwodowej, które  promowały obraz rzezi wołyńskiej jako „tragedii” i „zbrojnego konfliktu” oraz koncentrowały się na winach Polaków wobec Ukraińców.

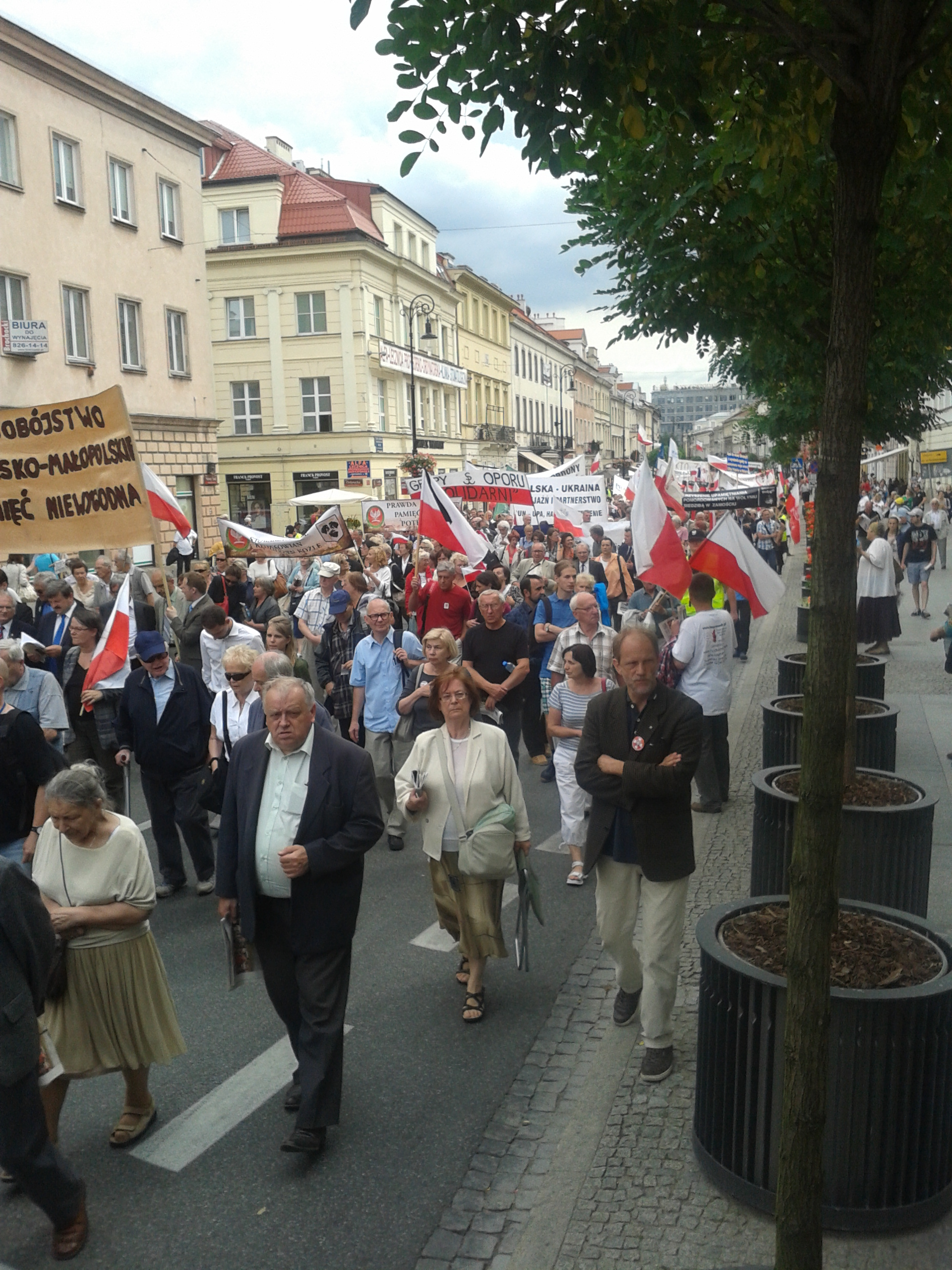
Marsz Pamięci w Warszawie (2013)

Według E. Narvselius obecnie (2015 r.) dominująca w Polsce interpretacja „wydarzeń wołyńskich” jest następująca: po pokojowej koegzystencji obu narodów w II RP nastąpiła zbrodnia przeciw ludzkości (używane pojęcia to czystka etniczna, ludobójstwo lub genocidium atrox). Według tej badaczki na Ukrainie dominuje interpretacja podkreślająca społeczną polaryzację i dyskryminacyjną politykę narodowościową w II RP oraz opisująca „wydarzenia wołyńskie” w kategoriach tragedii, zła, wojny chłopskiej, konsekwencji polityki rządu polskiego na uchodźstwie, prowokacji Niemców lub sowieckich partyzantów, „grzechu” bohaterskiej UPA, wojny domowej, polsko-ukraińskiej wojny, względnie zbrodni wojennej. W powszechnym użyciu jest eufemizm „wołyńska tragedia”. Ponadto, jak zauważa Tomasz Stryjek, antypolska czystka (opisywana jako symetryczny konflikt z Polakami) jest na Ukrainie przedstawiana jako wydarzenie drugorzędne na tle zbrodni i represji sowieckich oraz niemieckich (jako przykładowe podaje stanowisko W. Wjatrowycza). Nazywa to „normalizacją” zbrodni, której celem jest obrona wizerunku OUN-UPA.
Uchylanie się od jednoznacznej oceny zbrodni nacjonalistycznych formacji na Polakach, zdaniem Grzegorza Motyki, stanowi nieoficjalny kurs polityki historycznej Ukrainy. Zdaniem A. Portnowa dominujące na Ukrainie wyobrażenie o tych wydarzeniach jest tylko lekko zmodyfikowaną interpretacją opracowaną przez propagandę OUN-B.
Pamięci na Ukrainie i w Polsce różnią się do tego stopnia, że według Motyki uprawnione jest mówienie o istnieniu „polsko-ukraińskiego konfliktu pamięci”, a według Portnowa o „asymetrii pamięci”.

### Polskie spory odnośnie do pamięci
Zdaniem Grzegorza Motyki w polskiej pamięci o zbrodniach OUN-UPA (a także szerzej: o konflikcie polsko-ukraińskim) można wyodrębnić dwa nurty: „kresowo-narodowy” i „liberalny”. Według niego pierwszy nurt charakteryzuje tendencja do jak najszerszego stosowania terminu „ludobójstwo” (w wymiarze czasowym oraz włączając do niego inne kategorie zbrodni, np. zbrodnie wojenne) i niedopuszczanie możliwości jakiejkolwiek dyskusji na temat stosowanej klasyfikacji. Za inną cechę tego nurtu uznaje postulowanie uzależnienia kształtu stosunków z państwem ukraińskim od potępienia zbrodni na Polakach oraz uznania OUN i UPA za formacje przestępcze. Według Motyki przedstawiciele tego środowiska mają także tendencję do pomniejszania skali polskiego odwetu, który uznają za rzecz rzadką i niemal nie dotykającą ludności cywilnej. Drugi z nurtów, według Motyki, charakteryzuje zdecydowany opór przeciwko próbom zapominania o zbrodniach Polaków na Ukraińcach oraz odrzucenie postulatu, by sprawę oceny zbrodni OUN i UPA przez Ukrainę stawiać na forum międzynarodowym.
Podobnie ocenia pamięć środowisk kresowych Grzegorz Rossoliński-Liebe. Według niego jest ona skoncentrowana na polskim cierpieniu i nie wolna od chęci zemsty (wysoko ocenia jednak pracę historyków związanych z tym środowiskiem, jako przykład stawia W. i E. Siemaszków). W jego opinii pamięć kresowiaków ukształtowały brak możliwości publicznego upamiętniania ofiar i  poradzenia sobie z traumatyczną przeszłością w czasach PRL oraz polityki historyczne Ukrainy i Polski, które uważa za skupione na honorowaniu przede wszystkim kombatantów a nie ofiar. Odmienną opinię wyraził Andrzej Przewoźnik twierdząc, że w toku 20-letnich kontaktów z kresowiakami nie spotkał się z żądzą odwetu, lecz jedynie bólem z powodu gloryfikacji OUN i UPA na Ukrainie.
Rozbieżne oceny dotyczą także tego, jak mocno obecna w publicznym dyskursie po 1989 roku była sprawa upamiętnienia ofiar zbrodni OUN i UPA. Tacy autorzy jak Ewa Siemaszko, Leon Popek, ks. Tadeusz Isakowicz Zaleski, Andrzej Żupański, Piotr Zychowicz, Rafał Ziemkiewicz (i.in.) uważają, że także po 1989 roku pamięć o zbrodniach ukraińskich nacjonalistów jest w Polsce spychana na margines. Opinii tej nie podziela Grzegorz Motyka, który uważa, że już od początku lat 90. temat ten był „silnie obecny” w debacie publicznej, jednak „schowany na drugim planie”. Motyka przyznaje, że w dyskusjach o sprawach polsko-ukraińskiej przeszłości polskie elity pierwszoplanową rolę wyznaczyły polskim winom wobec Ukraińców (jako przykłady wymienia politykę narodowościową II RP i akcję Wisła), zaś zbrodnie na Polakach postanowiono najpierw dogłębnie zbadać oraz dać Ukrainie czas na krytyczną ocenę własnej historii. Według niego okres „spychania na drugi plan” pamięci o Wołyniu skończył się w 2003 roku, gdy polskie władze zaproponowały Ukrainie organizację wspólnych obchodów 60-lecia rzezi wołyńskiej. Ponadto tezie o przemilczaniu „konfliktu polsko-ukraińskiego” przeczy według Motyki mnogość publikacji, które ukazały się na ten temat od 1989 roku. Zbigniew Gluza i Czesław Cywiński uznali jednak obchody w 2003 roku za jednorazowe wydarzenie, po którym temat Wołynia został w debacie publicznej zarzucony. Z.Gluza oraz Tomasz Stryjek zauważają rosnący od 2008 roku w polskim społeczeństwie ruch sprzeciwu wobec dotychczasowej polskiej polityki wobec pamięci o zbrodniach OUN i UPA.

### Konferencje naukowe
- 10 lipca 2008 odbyła się w Warszawie, w galerii Porczyńskich, konferencja naukowa: 65. rocznica eksterminacji ludności polskiej na Kresach Wschodnich dokonanej przez nacjonalistów ukraińskich[103].
- 25 maja 2009 w Warszawie odbyła się zorganizowana przez Rzecznika Praw Obywatelskich Janusza Kochanowskiego konferencja pt. Państwo a pamięć. Nieupamiętnione ofiary zbrodni wołyńsko-małopolskiej. Z udziału w konferencji w ostatniej chwili wycofał się przedstawiciel MSZ, oficjalnie z powodu zbyt późnego poinformowania resortu o referentach i programie konferencji. Według informacji Rzeczpospolitej faktycznym powodem wycofania urzędnika była interwencja ambasady Ukrainy w Warszawie[104].
- W dniach 27-28 czerwca 2013 odbyła się w Warszawie pod patronatem prezydenta Bronisława Komorowskiego zorganizowana przez IPN międzynarodowa konferencja naukowa „Zbrodnia wołyńska – historia, pamięć, edukacja. W przededniu 70. rocznicy”[105].

## Upamiętnienia

### Pomniki i tablice pamiątkowe
Według stanu na 2014 rok na około 1500 miejscowości na Wołyniu, gdzie OUN i UPA zabijały Polaków, jedynie w 150-180 istnieją jakiekolwiek upamiętnienia ofiar (krzyże, pomniki). Jeszcze gorzej jest w Galicji Wschodniej, gdzie liczba upamiętnień nie przekracza 15. Znaki pamięci są stawiane za zgodą władz ukraińskich przez dawnych mieszkańców Kresów, ich rodziny, organizacje kresowe bądź ROPWiM (ta do 2008 roku doprowadziła do zrealizowania kilkunastu upamiętnień). Zdaniem Portnowa zainteresowanie Ukraińców obywatelskimi inicjatywami kommemoracyjnymi jest znikome (jako wyjątek wskazuje otwarcie cmentarza w Ostrówkach).
Szereg autorów zgadza się, że liczba grobów ofiar OUN i UPA, na których znajdują się upamiętnienia, jest daleka od oczekiwań. Według A. Przewoźnika przyczyną tego stanu rzeczy jest skomplikowana, trójetapowa procedura załatwiania polskich wniosków przez ukraińskie władze. L. Popek i A. Przewoźnik wskazują także na podnoszoną przez Ukraińców zasadę parytetu (równa ilość upamiętnień zamordowanych Ukraińców i Polaków), która ich zdaniem nie powinna mieć zastosowania z powodu dysproporcji liczby ofiar obu narodowości.
Leon Popek podkreśla, że pamięć dla rodzin ofiar oznacza przede wszystkim obowiązek uczczenia mogił znakiem krzyża:

Dla mnie i setek innych rodzin, które znam, pamięć wiąże się z tymi, którzy w wyniku ludobójstwa popełnionego przez OUN–UPA na Wołyniu w czasie II wojny światowej stracili życie. (...) Dla nas, rodzin zamordowanych, pamiętać, to przede wszystkim móc odnaleźć mogiłę, postawić tam krzyż i swobodnie, bez lęku móc się modlić, opłakiwać najbliższych, składać kwiaty, palić znicze.

Według stanu z 2013 roku na terenie Polski znajduje się ponad 320 znaków pamięci (pomniki, tablice i mogiły) o ofiarach OUN i UPA. Sz.Siekierka i K.Komański zauważają istnienie dwóch skupisk takich upamiętnień na terenie kraju: zachodnie i północne województwa, do których trafili przesiedleni kresowiacy oraz południowo-wschodnia Polska, gdzie znajdują się miejsca zbrodni lub pochówku osób zabitych przez UPA (województwa lubelskie i podkarpackie – do 2007 roku 135 upamiętnień). Zdaniem Sz. Siekierki upamiętnienia symboliczne w Polsce są stawiane przez rodziny ofiar w zastępstwie upamiętnień na Ukrainie, których realizacja jest tam utrudniona.

### Ulice

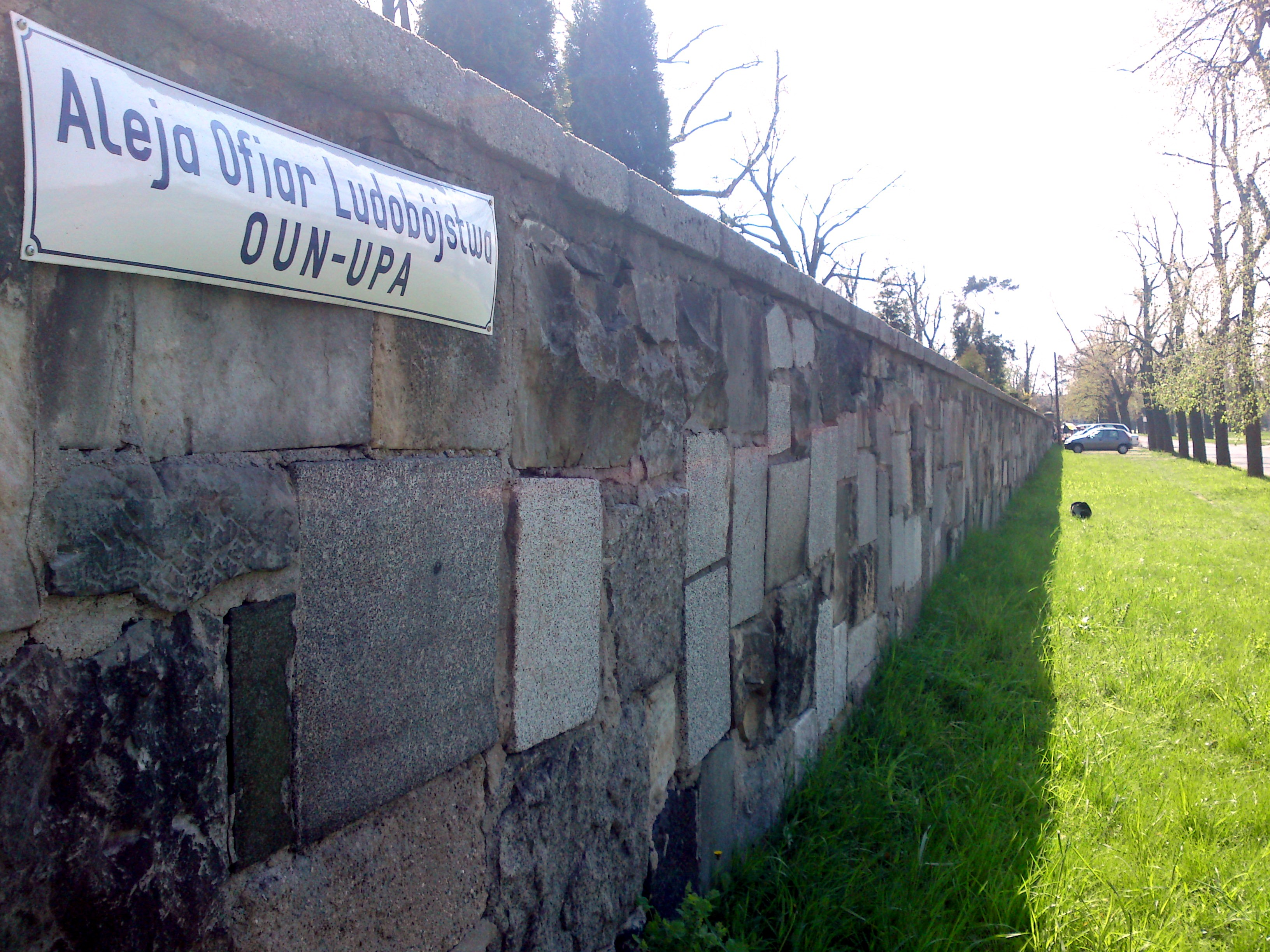
Aleja Ofiar Ludobójstwa OUN-UPA w Legnicy

- Aleja Ofiar Ludobójstwa OUN-UPA w Legnicy[108]
- Rondo Ofiar Wołynia w Przemyślu[109]
- Skwer Ofiar Wołynia w Lublinie[110]
- Rondo Ofiar Ludobójstwa na Wołyniu w Opolu[111]
- Skwer Pamięci Ofiar OUN-UPA w Stalowej Woli[112]

### Inne
- Krypta Wołyńska w Rotundzie Zamojskiej – muzeum rzezi wołyńskiej[113].
- Pomnik – Aleja Drzew w Świętoszowie – znak pamięci ponad 600 pracowników służby leśnej, ofiar OUN i UPA[114].

## Działania polityków
- 11 lipca 2003 roku, w 60. rocznicę mordu w Porycku, prezydenci Polski (Aleksander Kwaśniewski) i Ukrainy (Leonid Kuczma) odsłonili w Pawliwce (dawnym Porycku) pomnik pomordowanych. Prezydent Aleksander Kwaśniewski powiedział wówczas:

Trzeba jednak tutaj wyrazić moralny protest wobec ideologii, która doprowadziła do „akcji antypolskiej”, zainicjowanej przez część Organizacji Ukraińskich Nacjonalistów i Ukraińskiej Powstańczej Armii. Wiem, że te słowa wielu mogą zaboleć. Ale żaden cel, ani żadna wartość, nawet tak szczytna jak wolność i suwerenność narodu, nie może usprawiedliwiać ludobójstwa, rzezi cywilów, przemocy i gwałtów, zadawania bliźnim okrutnych cierpień.”

- 29 października 2007 – projekt uchwały w sprawie uznania za ludobójstwo rzezi dokonanych na Polakach przez Ukraińców na Wołyniu w latach 1942–1944 został zredagowany przez czterech polskich eurodeputowanych wybranych z listy Ligi Polskich Rodzin i przedstawiony wszystkim delegacjom do Parlamentu Europejskiego[116]. Projektu uchwały nie poddano jednak pod głosowanie[potrzebny przypis].
- 29 września 2008 roku Sejmik Województwa Dolnośląskiego uczcił 65 rocznicę ludobójstwa ludności polskiej na Wołyniu – Kresach południowo-wschodnich Rzeczypospolitej Polskiej specjalną uchwałą[117].

- 15 lipca 2009 r. Sejm Rzeczypospolitej Polskiej przyjął przez aklamację uchwałę w sprawie tragicznego losu Polaków na Kresach wschodnich w 66. rocznicę rozpoczęcia przez Organizację Ukraińskich Nacjonalistów i Ukraińską Powstańczą Armię na Kresach II Rzeczypospolitej tzw. antypolskiej akcji – masowych mordów o charakterze czystki etnicznej i znamionach ludobójczych[118].
- 27 października 2009 r. Sejmik Województwa Opolskiego oddał cześć Polakom i obywatelom II Rzeczypospolitej Polskiej innych narodowości, pomordowanym na Kresach Rzeczypospolitej, a także złożył hołd żołnierzom Samoobrony Kresowej, oraz Armii Krajowej i Batalionów Chłopskich, którzy podjęli bohaterską walkę w obronie polskiej ludności cywilnej[119].
- 28 grudnia 2009 r. Sejmik Województwa Podkarpackiego złożył hołd obywatelom Polakom i obywatelom II RP zamordowanym na Kresach i potępił zbrodnie OUN-UPA, które uznał za ludobójstwo.
- 27 września 2010 r. Sejmik Województwa Małopolskiego w specjalnej rezolucji oddał cześć Polakom i obywatelom innych narodowości pomordowanym przez OUN i UPA. Radni Sejmiku podziękowali również Ukraińcom, którzy nieśli pomoc polskim sąsiadom. Złożono także hołd żołnierzom AK i BCh, którzy stanęli w obronie ludności cywilnej[120].
- 2 czerwca 2012 r. Sejmik Województwa Lubuskiego oddał cześć pomordowanym na Kresach II Rzeczypospolitej przez członków Organizacji Ukraińskich Nacjonalistów i Ukraińskiej Powstańczej Armii i zaapelował do polskich władz o podjęcie uchwały w sprawie ustanowienia dnia 11 lipca Dniem Pamięci Ofiar Ludobójstwa na Kresach Wschodnich II Rzeczypospolitej[121].
- 20 czerwca 2013 Senat przyjął uchwałę, w której nazwał zbrodnię wołyńską „czystką etniczną noszącą znamiona ludobójstwa. Senatorowie wspomnieli o przypadkach polskiego odwetu i zaapelowali o pojednanie polsko-ukraińskie[122].
- 12 lipca 2013 Sejm przyjął uchwałę, uznającą zbrodnie na Wołyniu za czystkę etniczną o znamionach ludobójstwa, wcześniej odrzucił poprawkę proponowaną przez komisję kultury i środków przekazu mówiącą o uznaniu tych zbrodni za ludobójstwo[123].
- 14 lipca 2013 r., w Łucku odbyły się uroczystości z okazji 70-lecia zbrodni wołyńskiej z udziałem prezydenta RP Bronisława Komorowskiego, wicepremiera Ukrainy Kostiantyna Hryszczenki i arcybiskupa metropolity lwowskiego Mieczysława Mokrzyckiego[124].
- 9 lipca 2016 prezydent Ukrainy Petro Poroszenko złożył przed stołecznym Pomnikiem Rzezi Wołyńskiej hołd ofiarom tego wydarzenia[125][126][127], klękając przed monumentem[128][129].
- 22 lipca 2016 Sejm RP – w trybie uchwały – ustanowił 11 lipca „Narodowym Dniem Pamięci Ofiar Ludobójstwa dokonanego przez ukraińskich nacjonalistów na obywatelach II RP”. Sejm oddał w niej hołd wszystkim obywatelom II Rzeczypospolitej zamordowanym przez ukraińskich nacjonalistów w latach 1943-1945. Sejm określił te zbrodnie mianem ludobójstwa[130][131].

## Działania Kościołów

### Dialog Kościoła rzymskokatolickiego w Polsce i Ukraińskiej Cerkwi Greckokatolickiej
Od 1987 prowadzony jest dialog między Kościołem rzymskokatolickim w Polsce i Ukraińską Cerkwią Greckokatolicką, zainicjowany przez papieża Jana Pawła II, zaangażowanego w odrodzenie Kościoła greckokatolickiego na Ukrainie. Celem dialogu jest działanie na rzecz pojednania Polaków i Ukraińców. Biskupi obydwu Kościołów spotkali się w Rzymie w październiku 1987. Podczas spotkania kardynał Myrosław Lubacziwski w imieniu Kościoła ukraińskiego powiedział: „Wyciągamy braterską dłoń do Braci Polaków na znak pojednania, przebaczenia i miłości”. Podczas pielgrzymki Jana Pawła II na Ukrainę kolejny zwierzchnik Ukraińskiej Cerkwi Greckokatolickiej, kardynał Lubomyr Huzar, prosił Boga i ludzi o przebaczenie za krzywdy i zło popełnione przez wiernych tegoż Kościoła „swoim bliźnim z własnego narodu i z innych narodów”. Papież wzywał natomiast do wzajemnego przebaczenia, czego rezultatem było powołanie specjalnego zespołu ds. współpracy obydwu Kościołów i napisanie programu budowania porozumienia przez duchowieństwo.
W ocenie greckokatolickiego biskupa wrocławsko-gdańskiego Włodzimierza Juszczaka Ukraińska Cerkiew Greckokatolicka była jedynym działającym na Ukrainie Kościołem, który działał na rzecz pojednania Polaków i Ukraińców, natomiast nie zajmował się tą kwestią żaden z Kościołów prawosławnych, chociaż w sprawie wydarzeń na Wołyniu (gdzie większość Ukraińców wyznaje prawosławie) to one powinny zabrać głos. Kościoły prawosławne oraz działające na Ukrainie Kościoły protestanckie włączyły się do opisywanych działań dopiero przed 70. rocznicą rzezi wołyńskiej.
W 2003 Jan Paweł II wydał list pasterski do narodów polskiego i ukraińskiej, ponawiając apel o pojednanie. Napisał w nim

W zawierusze drugiej wojny światowej, gdy pilniejsza powinna być potrzeba solidarności i wzajemnej pomocy, mroczne działanie zła zatruło serca, a oręż doprowadził do rozlewu niewinnej krwi. Teraz, w sześćdziesiąt lat od tamtych smutnych wydarzeń, w sercach większości Polaków i Ukraińców utwierdza się coraz bardziej potrzeba głębokiego rachunku sumienia. Odczuwa się konieczność pojednania, które pozwoliłoby spojrzeć na teraźniejszość i przyszłość w nowym duchu. To skłania mnie do wdzięczności wobec Boga razem z tymi, którzy w zadumie i w modlitwie wspominają wszystkie ofiary tamtych aktów przemocy. Nowe tysiąclecie, w które niedawno wkroczyliśmy, wymaga, aby Ukraińcy i Polacy nie pozostawali zniewoleni swymi smutnymi wspomnieniami przeszłości. Rozważając minione wydarzenia w nowej perspektywie i podejmując się budowania lepszej przyszłości dla wszystkich, niech spojrzą na siebie nawzajem wzrokiem pojednania

Przedstawiciele Kościołów rzymsko- i greckokatolickiego razem z prezydentami Ukrainy i Polski brali udział w uroczystościach rocznicowych w Pawlice (dawniej Porycku). Rok później obydwa Kościoły wydały pierwszy wspólny list wzywający do pojednania polsko-ukraińskiego, zaś 19 czerwca 2005 na Placu Piłsudskiego arcybiskup Józef Michalik i kardynał Lubomyr Huzar odmówili modlitwę w tej intencji, wspominając krzywdy wyrządzone sobie nawzajem przez obydwa narody i proszą o przebaczenie. Padły słowa „Przebaczamy i prosimy o przebaczenie”.
Rezultatem dialogu była wspólna deklaracja przepraszającą za zbrodnie i wzywającą do pojednania wydana z okazji 70. rocznicy rzezi wołyńskiej, po raz pierwszy zawierająca w odniesieniu do niej sformułowanie czystka etniczna. Ze strony polskiej sygnatariuszami byli: abp Józef Michalik, Metropolita Przemyski obrządku łacińskiego, Przewodniczący Konferencji Episkopatu Rzymskokatolickiego Polski, abp Jan Martyniak Metropolita Przemysko-Warszawski obrządku grckokatolickiego (bizantyjsko-ukaińskiego), natomiast ze strony ukraińskiej abp Mieczysław Mokrzycki, Metropolita Lwowski obrządku łacińskiego, Przewodniczący Konferencji Episkopatu Rzymskokatolickiego Ukrainy oraz abp większy Światosław Szewczuk Metropolita Kijowsko-Halicki, zwierzchnik Ukraińskiego Kościoła Greckokatolickiego.

Pragniemy dzisiaj oddać hołd niewinnie pomordowanym, ale i przepraszać Boga za popełnione zbrodnie oraz raz jeszcze wezwać wszystkich, Ukraińców i Polaków, zamieszkujących zarówno na Ukrainie, jak i w Polsce oraz gdziekolwiek na świecie, do odważnego otwarcia umysłów i serc na wzajemne przebaczenie i pojednanie. (...) Dlatego myśląc o obecnych i przyszłych pokoleniach, powtarzamy w imieniu naszych Kościołów, że nienawiść i przemoc zawsze jest degradacją człowieka i narodu, przebaczenie, braterstwo, współczucie, pomoc i miłość stają się natomiast trwałym i godnym fundamentem kultury współżycia ludzkiego.

Deklarację tę Gazeta Wyborcza i politycy uznali za przełomową.
Na niedzielę 7 lipca biskupi wezwali wszystkie wspólnoty parafialne w Polsce do wspomnienia w czasie mszy św. ofiar Wołynia i modlitwy o pojednanie. Ponadto 28 czerwca 2013 zwierzchnik Ukraińskiej Cerkwi Greckokatolickiej Światosław Szewczuk wziął udział w panichidzie w intencji ofiar rzezi wołyńskiej w bazyliańskiej cerkwi w Warszawie poprosił o przebaczenie wszystkie polskie rodziny, które straciły bliskich podczas rzezi. Podkreślił, iż powtarza w ten sposób gest swojego poprzednika z 2001. Stwierdził ponadto, że wydarzenia na Wołyniu powinny być przedmiotem rzetelnych badań historycznych.

### Ukraiński Kościół Prawosławny Patriarchatu Kijowskiego
W kwietniu 2013 przedstawiciele niektórych działających na Ukrainie Kościołów chrześcijańskich weszli do społecznego komitetu „Zgoda między narodami”. W związku z tym faktem zwierzchnik niekanonicznego Ukraińskiego Kościoła Prawosławnego Patriarchatu Kijowskiego, patriarcha Filaret, zapowiedział, iż jego Kościół będzie modlił się w intencji ofiar, wzywał do pamięci o nich, zgody i przebaczenia.
Patriarcha Filaret wydał również z okazji 70. rocznicy rzezi wołyńskiej list pasterski, w którym określił te wydarzenia jako masowe zabójstwa i czarną kartę w stosunkach dwóch bratnich narodów. Również posłużył się słowami Przebaczamy i prosimy o przebaczenie.

### Wspólne inicjatywy Kościołów działających na Ukrainie
- W kwietniu 2013 Wołyńska Rada Kościołów wydała list, w którym potępiła zabójstwa dokonane podczas rzezi wołyńskiej, wezwała do przebaczenia i budowania dobrosąsiedzkich stosunków polsko-ukraińskich, nazywając je „nie ludzką ręką uczynionym pomnikiem tej tragedii”. Posłanie podpisali duchowni Ukraińskiego Kościoła Prawosławnego Patriarchatu Moskiewskiego (metropolita łucki Nifont oraz biskup włodzimiersko-wołyński Włodzimierz), Ukraińskiego Kościoła Prawosławnego Patriarchatu Kijowskiego (metropolita łucki i wołyński Michał), Ukraińskiego Kościoła Greckokatolickiego (egzarcha łucki Jozafat), Kościoła rzymskokatolickiego (biskup Stanisław Szyrokoradiuk), Wołyńskiego Związku Chrześcijan Wiary Ewangelicznej-Zielonoświątkowców (biskup Mychajło Błyzniuk), Wołyńskiego Związku Chrześcijan Wiary Ewangelicznej-Baptystów (pastor Jarosław Troć) i Kościołów Adwentystów Dnia Siódmego (starszy pastor Myron Wowk)[144]

- 14 lipca 2013 r., podczas spotkania z wiernymi na modlitwie Anioł Pański, papież Franciszek powiedział: „Łączę się w modlitwie z duchowieństwem i wiernymi Kościoła na Ukrainie, zgromadzonymi w katedrze w Łucku na mszy za dusze ofiar w 70. rocznicę rzezi wołyńskiej.[.] Czyny te, podyktowane nacjonalistyczną ideologią w tragicznym kontekście II wojny światowej, spowodowały dziesiątki tysięcy ofiar i zraniły braterstwo dwóch narodów, polskiego i ukraińskiego”[145]
- Msze święte i modlitwy w intencji ofiar miały miejsce w różnych miastach Polski również w 71. rocznicę rzezi wołyńskiej[146][147][148].
- 2 czerwca 2016 grupa ukraińskich intelektualistów i polityków, a także zwierzchnik Patriarchatu Kijowskiego, patriarcha Filaret oraz zwierzchnik Ukraińskiej Cerkwi Greckokatolickiej abp Światosław Szewczuk wystosowali list do Polaków z prośbą o wzajemne przebaczenie i upamiętnienie ofiar poprzez ustanowienie Dnia Pamięci Ofiar Konfliktu Polsko-Ukraińskiego[149].

### Kościół katolicki w Polsce
W czerwcu 2016 Konferencja Episkopatu Polski w liście wystosowanym przed rocznicą rzezi wołyńskiej wezwała do pojednania Polaków i Ukraińców i wybaczenia, w duchu chrześcijańskim, nawet największych niegodziwości, w tym mordowania niewinnych ludzi oraz ludobójstwa, a także przymusowych przesiedleń.

## Stan pamięci w świetle badań socjologicznych
- Sondaż Centrum im. Razumkowa z 2003 roku: 7,9% ankietowanych mieszkańców Ukrainy oceniło, że ma dużą wiedzę na temat wydarzeń na Wołyniu, 14,8% orientowało się „w ogólnych zarysach”, 28,4% „coś słyszało, ale nie wie, o co chodzi”, 48,9% deklarowało brak wiedzy. Winą za wywołanie tych wydarzeń 4,8% obarczało Ukraińców a 15,1% Polaków. Jako winne obie strony wskazywało 37,6% respondentów deklarujących wiedzę, zaś 25% uważało, że winne były warunki, w których znalazły się oba narody. 40% respondentów uważało, że nie ma potrzeby obchodzenia 60. rocznicy tych wydarzeń, przeciwnego zdania było 17,9%[151].

- Sondaż przeprowadzony na zlecenie administracji obwodu wołyńskiego z 2003 roku: 89,7% respondentów (mieszkańców obwodu wołyńskiego) deklarowało posiadanie „pewnej wiedzy” na temat „konfliktu polsko-ukraińskiego na Wołyniu w 1943-44 roku”. Większość (51,1%) czerpała tę wiedzę z prasy. 41,3% badanych uważało, że strona ukraińska poniosła większe straty podczas tego konfliktu. Jako bardziej poszkodowaną stronę polską wskazywało 14,4%; według 25,7% straty były równe po obu stronach. Na pytanie, kto wywołał konflikt, 38,7% respondentów wskazało Polaków, 16,1% – Ukraińców, 12,1% – Niemców, 11,1% – sowieckich partyzantów. Brak danych o metodologii tego badania i wielkości próby[152].

- Sondaż CBOS z 2003 roku: W odpowiedzi na pytanie „kto był ofiarą zbrodni popełnionych w 1943 roku na Wołyniu” 41% respondentów wskazało na Polaków, 5% na Polaków i Ukraińców, 1% na Ukraińców. 9% respondentów pomyliło Wołyń ze zbrodnią katyńską, 44% nie potrafiło odpowiedzieć, kto był ofiarą zbrodni. Jako sprawców 29% respondentów wskazywało Ukraińców (lub UPA, nacjonalistów ukraińskich, wojsko ukraińskie), 21% kojarzyło sprawców z ZSRR, 4% z Niemcami (także z kolaborantami niemieckimi), 3% wskazało na Polaków i Ukraińców, 45% nie znało odpowiedzi na to pytanie[153].

- Sondaż CBOS z 2008 roku: 20% respondentów „wiele słyszało” o zbrodniach na Wołyniu w 1943 roku, 39% słyszało, ale niewiele, 41% nie posiadało wiedzy na ten temat. Najbardziej poinformowaną grupą byli respondenci w wieku powyżej 45 lat (27-28% „wiele słyszało”), najmniej – najmłodsi (18-24 lata, 8% zadeklarowało bogatą wiedzę o tych wydarzeniach). W tej grupie wiekowej najwięcej osób nic nie wiedziało o zbrodni wołyńskiej – 51%. Poziom subiektywnej wiedzy o wydarzeniach na Wołyniu zależał również od wykształcenia: najlepiej poinformowani byli respondenci z wykształceniem wyższym (40%), najsłabiej – z wykształceniem podstawowym (55% zadeklarowało brak wiedzy). W odpowiedzi na pytanie „kto padł ofiarą zbrodni na Wołyniu” 31% respondentów wskazało na Polaków, 4% na Polaków i Ukraińców, 2% na Ukraińców. 7% respondentów pomyliło Wołyń ze zbrodnią katyńską, 54% nie potrafiło odpowiedzieć, kto był ofiarą zbrodni. Jako sprawców 19% respondentów wskazywało Ukraińców (lub UPA, nacjonalistów ukraińskich, wojsko ukraińskie), 19% kojarzyło sprawców z ZSRR, 1% z Niemcami, 2% wskazało na Polaków i Ukraińców, 57% nie znało odpowiedzi na to pytanie. Według CBOS wyniki sondażu oznaczały, że społecza wiedza o zbrodni wołyńskiej była niewielka[154]. Komentując wyniki sondażu CBOS z 2008 roku prezes IPN Łukasz Kamiński stwierdził, że wyłączając elity intelektualne, polityczne i religijne, w polskim społeczeństwie panuje raczej niepamięć o zbrodni wołyńskiej. Jako przyczyny tego stanu rzeczy wskazał m.in. nieobecność tego tematu w edukacji i w kulturze masowej[155].

- Sondaż Kijowskiego Międzynarodowego Instytutu Socjologii z 2009 roku: 36% ankietowanych mieszkańców Ukrainy zaliczyło Polaków do ofiar OUN i UPA, 14% zaprzeczyło popełnianiu przez OUN i UPA jakichkolwiek masowych zbrodni, 45% respondentów nie miało zdania, lub nie było pewnych czy formacje te popełniały zbrodnie, 5% zaliczało do grona ofiar OUN i UPA inne narodowości niż polska[156]. Polaków do ofiar OUN i UPA zaliczało 17% respondentów w Galicji, 16% na Wołyniu, 11% na Bukowinie, 10% na Zakarpaciu, 29% w centralnej Ukrainie, 53% w obwodach wschodnich a 47% na południu Ukrainy. Zbrodniom OUN i UPA zaprzeczało 51% respondentów w Galicji, 27% na Wołyniu, 5% na Bukowinie, 31% na Zakarpaciu, 12% w centralnej Ukrainie, 6% w obwodach wschodnich a 6% na południu Ukrainy. Brak wiedzy deklarowało 30% respondentów w Galicji, 55% na Wołyniu, 84% na Bukowinie, 55% na Zakarpaciu, 55% w centralnej Ukrainie, 37% w obwodach wschodnich a 40% na południu Ukrainy[157].

- Sondaż CBOS z 2013 roku: 28% respondentów „wiele słyszało” o zbrodniach na Wołyniu w 1943 roku, 41% słyszało, ale niewiele, 31% nie posiadało wiedzy na ten temat. W odpowiedzi na pytanie „kto padł ofiarą tych wydarzeń” 52% respondentów wskazało na Polaków, 9% na Polaków i Ukraińców, 2% na Ukraińców. 9% respondentów pomyliło Wołyń ze zbrodnią katyńską, 26% nie potrafiło odpowiedzieć, kto był ofiarą zbrodni. Jako sprawców 52% respondentów wskazywało Ukraińców (lub banderowców, UPA, nacjonalistów ukraińskich i in.), 12% kojarzyło sprawców z okupantami (Niemcy i Sowieci), 3% wskazało na Polaków i Ukraińców, 1% na Polaków, 31% nie znało odpowiedzi na to pytanie. W opinii CBOS wyniki sondażu z 2013 roku świadczą, że pomimo poprawy w porównaniu do 2008 roku, rzeź wołyńska wciąż nie jest szerzej obecna w polskiej zbiorowej pamięci – około połowa badanych nie posiada o niej wiedzy, bądź myli ją z innymi wydarzeniami historycznymi[158].

## Zbrodnia wołyńska w podręcznikach szkolnych

### Ukraina
- F.H. Turczenko, P.P. Panczenko, S.M. Tymczenko, 'Nowitnja istorija Ukrajiny. 11 klas, Kijów 2006 – Sprawie relacji „pomiędzy UPA a polskimi uzbrojonymi oddziałami (...) na zachodniej Ukrainie” poświęcono jeden akapit, który zdaniem Andrija Portnowa jest tak enigmatyczny, że zupełnie nie daje pojęcia, co rzeczywiście wydarzyło się. W wydanym w 2011 roku nowym podręczniku (O.I. Pometun, N.M. Hupan, Istorija Ukrajiny. Pidrucznyk dlja 11 klasu zahalnooswitnich nawczalnych zakładiw) całkowicie pomija się sprawę rzezi wołyńskiej[87].

### Polska
- Teka edukacyjna „Stosunki polsko-ukraińskie w latach 1939–1947". Wydana w 2002 roku przez IPN, używana początkowo jako pomoc w warsztatach z nauczycielami. W 2007 roku rozesłana do szkół. Spotkała się z krytyką środowisk kresowych, m.in. Ewy Siemaszko[159].

## Zbrodnia wołyńska w kulturze i sztuce

### Ukraina
W opinii Andrija Portnowa (wyrażonej w 2012 roku) pamięć o wydarzeniach na Wołyniu jest niemal nieobecna w ukraińskiej kulturze i sztuce. Jako wyjątek wymienia film dokumentalny Wołynśka trahedija. Operacija Wisła (Tragedia wołyńska. Operacja Wisła) Switłany Ostapenko z 2011 roku. Odniesienia do rzezi wołyńskiej znalazły się w książce Oksany Zabużko „Muzeum porzuconych sekretów” (wydanie ukraińskie 2009, wydanie polskie 2012). Wywołały one oburzenie Grzegorza Motyki z powodu, jego zdaniem, stereotypowego obrazu Polaków oraz porównania zbrodni do świniobicia. Temat rzezi wołyńskiej został poruszony także w rosyjskojęzycznym filmie dokumentalnym Wołyń. Bez okresu przedawnienia (ros. Волынь. Без срока давности) z 2013 r. w reż. Jewgienija Dimitrasza.

### Polska

#### Filmy
- Kryptonim Pożoga (1998), reż. Wincenty Ronisz
- Wołyń – Zapis zbrodni (2003), reż. Jadwiga Nowakowska
- Poeta nieznany (2004), reż. Wincenty Ronisz
- Skrawek piekła na Podolu (2008), reż. Jolanta Kessler-Chojecka
- Śmierć po raz setny (2008), reż. Ewa Szakalicka
- Zapomniane zbrodnie na Wołyniu (2009), reż. Tadeusz Arciuch i Maciej Wojciechowski
- Było sobie miasteczko (2009), reż. Tadeusz Arciuch i Maciej Wojciechowski
- Zabili nas w Wigilię (2010), reż. Anna Szpręglewska
- Ukraiński Rapsod (2012), reż. Dariusz Marek Srzednicki
- Czas Pamięci (2012), reż. Ewa Szakalicka
- Pola malowane krwią (2013), reż. Łukasz Szelecki
- Zatruta krew bratnia (2013), reż. Krzysztof Wojciechowski
- Jeżeli zapomnimy o nich (2014), reż. Adam Sikorski
- Wołyń (2016), reż. Wojciech Smarzowski[162]
- Wołyń - nierozliczone ludobójstwo (2016), reż. Michał Kania
- Ukraińska zbrodnia w Hucie Pieniackiej (2016), reż. Michał Kania
- Huta Pieniacka - prawda i pamięć (2016), reż. Michał Kania
- Zbrodnia UPA w Baligrodzie (2016), reż. Michał Kania
- Zbrodnia UPA w Borownicy (2016), reż. Michał Kania
- Zbrodnia UPA w Jaworniku Ruskim (2016), reż. Michał Kania
- Zbrodnia UPA w Mucznem (2016), reż. Michał Kania
- Zbrodnia UPA w Palikrowach (2016), reż. Michał Kania
- Zbrodnia UPA w Zatylu (2016), reż. Michał Kania
- Kisielin - wołanie o pamięć (2017), reż. Magdalena Palembas
- Podkarpacki Wołyń (2017), reż. Magdalena Palembas.

#### Wystawy
- „Wołyń ocalić od zapomnienia” - wystawa zdjęć i dokumentów opracowana przez Towarzystwo Miłośników Wołynia i Polesia w 1997 roku, prezentowana także na Ukrainie[42].

- „Wołyń naszych przodków. Śladami życia – czas zagłady” - wystawa zdjęć i dokumentów opracowana przez Towarzystwo Miłośników Wołynia i Polesia w 2002 roku[42].

- „Wystawa ludobójstwa dokonanego na Polakach przez OUN-UPA na Kresach Południowo-Wschodnich II RP 1939–1947" - wystawa zdjęć przygotowana przez Czesława Filipowskiego i Stowarzyszenie Upamiętnienia Ofiar Zbrodni Ukraińskich Nacjonalistów we Wrocławiu na 60. rocznicę zbrodni. Składa się z 59 plansz o wymiarach 85x200 cm, do 2008 roku była prezentowana w 11 miejscowościach w Polsce[163][164]. W 2010 roku otwarciu wystawy w Kijowie towarzyszyła bójka członków partii Swoboda z milicją i ochroniarzami[165]. Współpracę SUOZUN z Wadimem Kolesniczenką przy organizacji pokazu skrytykował Andrij Portnow[87].

- „Polacy – Ukraińcy 1943–1945” - opracowana w 2002 roku przez IPN. Jej częścią jest wystawa dokumentów „Polacy – Ukraińcy 1943–1945: „antypolska akcja” OUN i UPA Bandery / rzeź wołyńsko-galicyjska w dokumentach ukraińskich” z 2011 roku[166].

- „Wołyń 1943. Wołają z grobów, których nie ma” - wystawa zdjęć, dokumentów i tekstów opracowana w 2013 roku przez Ewę Siemaszko (autorkę scenariusza i tekstów), IPN, Wspólnotę Polską oraz Towarzystwo Miłośników Wołynia i Polesia. Składa się z 22 plansz tworzących 11 prostopadłościanów. Do kwietnia 2014 roku prezentowana m.in. w Warszawie, Szczecinie, Rzeszowie, Sanoku, Białymstoku, Koszalinie i Gorzowie Wielkopolskim[167][168].

## Sprawa zdjęcia dzieci Marianny Dolińskiej

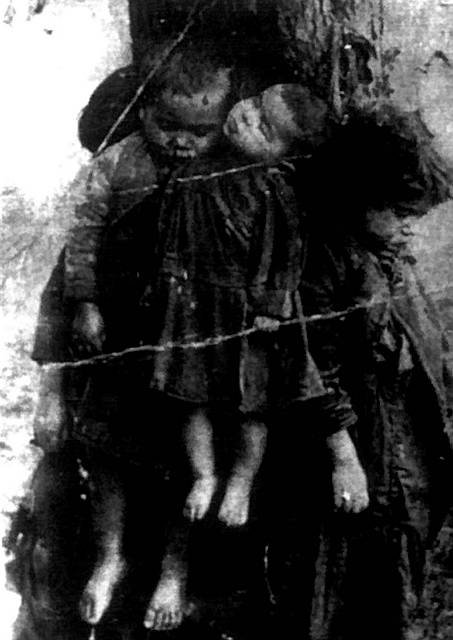
Trzecia wersja zdjęcia, publikowana m.in. w książkach Aleksandra Kormana

11 grudnia 1923 roku Marianna Dolińska, Cyganka koczująca w lasach pod Radomiem powiesiła na drzewie czwórkę swoich dzieci. Dolińską aresztowano, a policyjny fotograf wykonał kilka zdjęć powieszonych dzieci. W trakcie śledztwa Dolińska została skierowana na obserwację i leczenie do szpitala psychiatrycznego w Tworkach, gdzie zaopiekował się nią dyrektor ośrodka Witold Łuniewski, który rozpoznał u chorej „psychozę szałowo-posępniczą”, dziś zwaną chorobą afektywną dwubiegunową, a później w „Roczniku Psychiatrycznym” nazwał jej przypadek „psychopatologiczną próbą dokonania rozszerzonego samobójstwa, którego chora nie doprowadziła do końca”.
W 1928 roku Witold Łuniewski opublikował w „Roczniku Psychiatrycznym” artykuł „Psychoza szałowo-posępnicza w kazuistyce sądowo-psychiatrycznej”. Przypadek Dolińskiej zajął w artykule ćwierć strony i został zilustrowany dwiema fotografiami – zdjęciem Marianny w szpitalnym ogrodzie oraz zdjęciem zabitych przez nią dzieci. Była to pierwsza publikacja zdjęcia powieszonych dzieci. Druga publikacja miała miejsce w „Podręczniku medycyny sądowej dla studentów i lekarzy”, wydanym w 1948 r. przez Wiktora Grzywo-Dąbrowskiego, Zdjęcie powieszonych dzieci zamieszczone w podręczniku różniło się od zdjęcia, które zostało opublikowane w artykule Łuniewskiego – zostało wykonane z innej perspektywy.
Z niewyjaśnionych do dziś przyczyn trzecia wersja zdjęcia została uznana za ilustrację zbrodni wykonanej na polskich dzieciach przez UPA. Wersja ta przedstawia powieszone dzieci z jeszcze innej perspektywy, a dodatkowo zdjęcie jest lustrzanym odbiciem dwóch pozostałych wersji. Na zdjęciu znajdują się jasne, poszarpane rysy, które zostały uznane przez niektórych komentatorów za drut kolczasty – w rzeczywistości są to rysy na negatywie lub ślady zginania odbitki.
Najwcześniejsza odnaleziona publikacja zawierająca taką interpretację zdjęcia pochodzi z nru 3 czasopisma „Na Rubieży” z 1993, w którym zdjęcie zostało podpisane: Dzieci polskie zamęczone i pomordowane przez oddział Ukraińskiej Powstańczej Armii w okolicy wsi Kozowa, w woj. tarnopolskim, jesienią 1943 roku (ze zbiorów dr Stanisława Krzaklewskiego). Dwa lata później pojawiło się w pracy Jerzego Węgierskiego z podpisem zamordowane przez oddziały SS-Galicja dzieci polskie w rejonie Kozowej (pow. brzeżański) (ze zbioru W. Załogowicza).
Aleksander Korman w pracy „Stosunek UPA do Polaków na ziemiach południowo-wschodnich II Rzeczypospolitej” (Wrocław 2002) szerzej opisał rzekome pochodzenie zdjęcia. Według niego zdjęcie pochodziło ze wsi Kozowa lub Łozowa, pow. Tarnopol i jest datowane na grudzień 1943 lub 1944. Stamtąd grupa ocalałych z rzezi Polaków miała dostarczyć je na konspiracyjną placówkę 14 Pułku AK na przedmieściach Lwowa. Stamtąd miało trafić do Władysława Załogowicza (Korman powołał się na jego relację), który wiele lat później przekazał je Stanisławowi Krzaklewskiemu, a ten Aleksandrowi Kormanowi. Aleksander Korman pisał w swej pracy, że ukraińscy nacjonaliści mieli robić wiele takich „wianuszków” z przybitych do drzew polskich dzieci, a aleje pokryte nimi mieli nazywać „drogą do samostijnej Ukrainy”. W pracy Kormana zostało zamieszczone nazwisko dowódcy oddziału UPA, odpowiedzialnego za rzekome zabicie dzieci. Rok później Korman wydał album „Ludobójstwo UPA na ludności polskiej – dokumentacja fotograficzna”, w którym zdjęcie dzieci Dolińskiej pojawiło się dwukrotnie z nieprawdziwym opisem.
W książce „Ludobójstwo dokonane przez nacjonalistów ukraińskich na Polakach w województwie tarnopolskim 1939–1946” autorstwa Henryka Komańskiego i Szczepana Siekierki (Wrocław 2004) znajduje się informacja, że zdjęcie pochodzi ze zbioru Stanisława Krzaklewskiego i zostało wykonane przez niemieckiego fotografa wojskowego we wsi Kozówka, pow. Brzeżany, w listopadzie 1943.

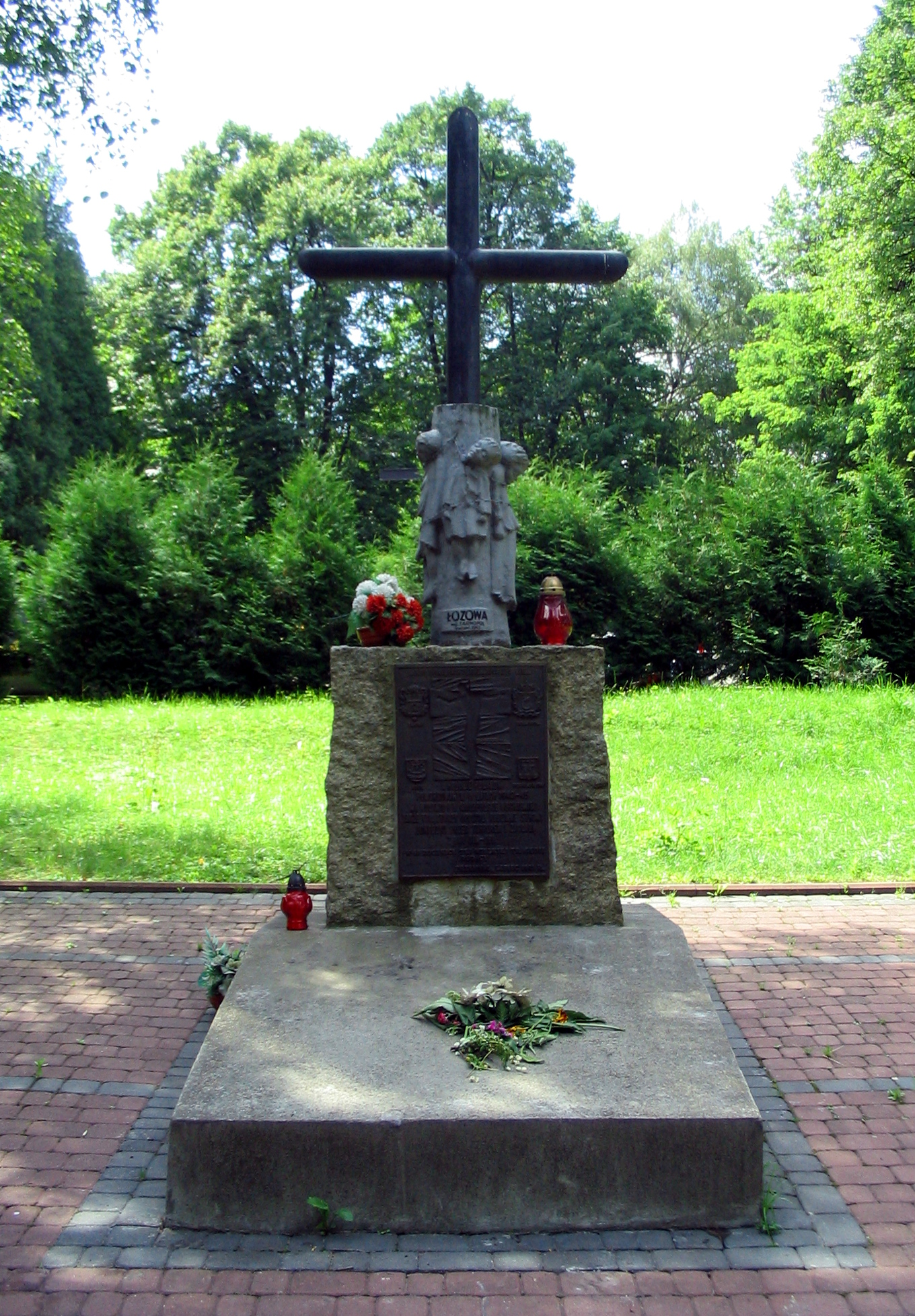
Pomnik ofiar UPA w Przemyślu przed zdemontowaniem rzeźby

Prócz książek i albumów zdjęcie zostało wykorzystane również w innych formach. W lipcu 2003 w Przemyślu  odsłonięto pomnik oddający hołd polskim ofiarom UPA, zawierający kamienną rzeźbę przedstawiającą związane drutem dzieci, wiszące w tej samej pozycji co dzieci Marianny Dolińskiej. Drut znajdował się w tych samych miejscach, co rysy na trzeciej wersji zdjęcia.
Działa Ogólnopolski Komitet Budowy Pomnika Ofiar Ludobójstwa dokonanego przez OUN-UPA. Początkowo planowano lokalizację pomnika na placu Grzybowskim w Warszawie. Przeciwko formie (pięciometrowe drzewo ze skrzydłami zamiast konarów z przybitymi do pnia zwłokami dzieci) protestowało w marcu 2007 roku ponad 100 artystów, naukowców i polityków m.in. Agnieszka Holland i Bronisław Geremek. W wyniku protestów projekt pomnika został odrzucony.
Po tym jak w maju 2007 roku historię zdjęcia dzieci Marianny Dolińskiej opisała Rzeczpospolita, Marian Konieczny zmodyfikował projekt pomnika. Do jego postawienia jednak nie doszło. Na początku października 2008 rzeźbę ukazującą dzieci usunięto z pomnika w Przemyślu.
W 2008 na ulicach Warszawy wywieszono plakaty przypominające o 65. rocznicy rzezi wołyńskiej, na których umieszczono trzecią wersję zdjęcia dzieci Dolińskiej z podpisem pochodzącym z książki Aleksandra Kormana.